# Vestre Boulevard (Skive)
Vestre Boulevard  er en to sporet omfartsvej der er en forsættelse af Herningvej der går vest om Skive. Vejen er en del af primærrute 26 der går mellem Aarhus og Hanstholm, og er med til at lede trafikken vest om Skive Centrum, så byen ikke bliver belastet af så meget gennemkørende trafik.
Vejen forbinder Herningvej i syd med Nørre Boulevard i nord, og har forbindelse til Dølbyvej og Nørre Boulevard.